# تلفات جنگ جهانی دوم
جنگ جهانی دوم با تلفاتی بین ۷۰ تا ۸۵ میلیون نفر کشته، مرگبارترین درگیری نظامی در طول تاریخ بود. این شمار کشته‌ها معادل ۳ درصد از جمعیت جهان در سال ۱۹۴۰ (تقریبا ۲٫۳ میلیارد) بود. از این میزان کشته، ۵۰ تا ۵۶ میلیون نفر مستقیماً ناشی از جنگ و ۱۹ تا ۲۸ میلیون نفر در اثر رویدادهای مربوط به جنگ مانند مرگ در اثر قحطی یا بیماری بود. کشته‌های غیرنظامی، ۵۰ تا ۵۵ میلیون نفر از این آمار را در برمی‌گیرد. کشته‌های نظامی در اثر تمامی دلایل ۱ تا ۲۸ میلیون شامل ۵ میلیون اسیر جنگی بوده‌است. بیش از نیمی از کل آمار تلفات مربوط به جمهوری چین و اتحاد جماهیر شوروی سوسیالیستی می‌شد.

## تلفات بر پایه کشور
جدول زیر نشان‌گر جزئیات تلفات انسانی جنگ جهانی دوم بر پایه کشورها است:
- کشته‌های غیرنظامی در آمار کشوری که در آن حضور داشتند، به حساب آمده‌اند. برای نمونه یهودیان آلمانی که به فرانسه گریخته‌اند جزو کشته‌های فرانسه حساب شده‌اند.
- کشته‌های در زندان‌ها و افراد مفقودالاثر جزو کشته‌های نظامی حساب شده‌اند.

|    | مجموع کشته شدگان              | مجموع کشته‌ها       | کشته‌های نظامی | کشته‌های غیرنظامی | زخمی‌ها | جمعیت کل در سال ۱۹۳۹ |
| -- | ----------------------------- | ------------------ | ------------- | ---------------- | ------ | -------------------- |
| ۱  | اتحاد جماهیر شوروی سوسیالیستی | ۲۰ تا ۲۷ میلیون    |               |                  |        | ۱۸۸٬۷۹۳٬۰۰۰          |
| ۲  | جمهوری چین (۱۹۴۹–۱۹۱۲)        | ۱۵ تا ۲۰ میلیون    |               |                  |        | ۵۱۷٬۵۶۸٬۰۰۰          |
| ۳  | آلمان                         | ۶ تا ۷٫۴ میلیون    |               |                  |        | ۶۹٬۳۰۰٬۰۰۰           |
| ۴  | لهستان                        | ۵٫۹ تا ۶ میلیون    |               |                  |        | ۳۴٬۸۴۹٬۰۰۰           |
| ۵  | هند شرقی هلند                 | ۳ تا ۴ میلیون      |               |                  |        | ۶۹٬۴۳۵٬۰۰۰           |
| ۶  | ژاپن                          | ۲٫۵ تا ۳٫۱میلیون   |               |                  |        | ۷۱٬۳۸۰٬۰۰۰           |
| ۷  | هند                           | ۲٫۲ تا ۳٫۰۸ میلیون |               |                  |        | ۳۷۷٬۸۰۰٬۰۰۰          |
| ۸  | پادشاهی یوگسلاوی              | ۱٫۰۲تا۱٫۷میلیون    |               |                  |        | ۱۵٬۴۹۰٬۰۰۰           |
| ۹  | هندوچین فرانسه                | ۱تا۲٫۲میلیون       |               |                  |        | ۲۴٬۶۶۴٬۰۰۰           |
| ۱۰ | فرانسه                        | ۶۰۰هزار            |               |                  |        | ۴۱٬۶۸۰٬۰۰۰           |